# کلاباوا
کلاباوا (به چکی: Klabava) یک منطقهٔ مسکونی در جمهوری چک است که در ناحیه روکیتسانی واقع شده‌است. کلاباوا ۱٫۵۴ کیلومتر مربع مساحت و ۴۶۱ نفر جمعیت دارد و ۳۷۹ متر بالاتر از سطح دریا واقع شده‌است.